# Le Rousset
Le Rousset è un comune francese soppresso e frazione del dipartimento della Saona e Loira nella regione della Borgogna-Franca Contea. Dal 1º gennaio 2016 si è fuso con il comune di Marizy per formare il nuovo comune di Le Rousset-Marizy.

## Società

### Evoluzione demografica
Abitanti censiti